# CROSS (アルバム)
『CROSS』（クロス）は、日本のロックバンド・LUNA SEAの10枚目のオリジナルアルバム。2019年12月18日発売。

## 概要
前作より2年ぶりとなるアルバム。
本作はスティーヴ・リリーホワイトとの合作となった。これはINORANが、4年前に友人を介して知り合ったのがきっかけで、その2年後にLUNA SEAとして、「今度30周年記念アルバムを作るので、ぜひプロデュースをしてもらえないか」という依頼をした事による。リリーホワイトが日本のアーティストをプロデュースするのは本作が初であり、一方LUNA SEAとしてもこれまではセルフプロデュースのみだったため、互いに史上初の試みとなった。
「初回限定盤A・B」「通常盤」の他に、SLAVE限定として「SLAVE限定PREMIUM BOX A・B(共にDVDかBlu-ray)」、そして2019年12月21日と22日に開催された『LUNA SEA 30th Anniversary LIVE LUNATIC X’MAS 2019』の、さいたまスーパーアリーナ公演にて販売された「さいたまスーパーアリーナ会場限定盤」の、計8タイプが製作された。

## 記録
オリコン週間チャート(12月30日付)のCDアルバム部門では、初週で29,430枚、合算では32,137ポイントを獲得し、共に3位にランクイン。『A WILL』以来となるトップ3入りを果たした。
また、ビルボード(12月30日付)では、Top Albums Salesで3位(初週30,099枚)、Download Albumsでは1位(初週2,509ダウンロード)を獲得した。

## 収録曲

### CD(全タイプ共通)
全作詞・作曲・編曲：LUNA SEA
1. LUCA
INORAN原曲
2. PHILIA
SUGIZO原曲
MMORPG「ETERNAL」主題歌
3. Closer
J原曲
4. THE BEYOND
SUGIZO原曲
「機動戦士ガンダム40周年プロジェクト」記念テーマ曲
後に「THE BEYOND GUNPLA 40th EDITION THE BEYOND X MS-06 ZAKU II Ver.LUNA SEA」としてシングルカットされた。
5. You’re knocking at my door
INORAN原曲
6. 宇宙の詩 ～Higher and Higher～
SUGIZO原曲
テレビアニメ「機動戦士ガンダム THE ORIGIN 前夜 赤い彗星」第1弾オープニングテーマ
20thシングル
7. anagram
RYUICHI原曲、SUGIZOアレンジ
8. 悲壮美
SUGIZO原曲
20thシングル
テレビアニメ「機動戦士ガンダム THE ORIGIN 前夜 赤い彗星」第2弾オープニングテーマ
9. Pulse
J原曲
10. 静寂
SUGIZO原曲
11. so tender…
INORAN原曲

## タイプ別特典

### 初回限定盤 A
- DVD

1. 宇宙の詩 ～Higher and Higher～ -Live Version-(Music Video)
2. 悲壮美(Music Video)

### 初回限定盤 B
- DISC 2(CD)

1. BEYOND THE TIME〜メビウスの宇宙を越えて〜
作詞 - 小室みつ子 / 作曲 - 小室哲哉 / 編曲・演奏 - LUNA SEA
テレビアニメ「機動戦士ガンダム THE ORIGIN 前夜 赤い彗星」第3弾オープニングテーマ
2019年9月6日に配信限定で販売されていた楽曲。初CD化。

- DISC 3(DVD)

1. 宇宙の詩 ～Higher and Higher～(Music Video リリック日本語Ver.)
2. 宇宙の詩 ～Higher and Higher～(Music Video リリック英語Ver.)

### SLAVE限定PREMIUM BOX A
- DISC 2(LIVE CD)

『LUNA SEA 30th Anniversary LIVE-Story of the ten thousand days-』(2019年5月31日＆6月1日)
1. CALL FOR LOVE
2. Déjàvu
3. 宇宙の詩 ～Higher and Higher～
4. gravity
5. BELIEVE
6. 悲壮美
7. Hold You Down
8. Rouge
9. BLUE TRANSPARENCY
10. BLACK AND BLUE
11. ROSIER
12. FOREVER & EVER

- DISC 3(DVD or Blu-ray)

『The 30th Anniversary FREE LIVE-DEAR SLAVES- 5.29 Zepp Tokyo』(2019年5月29日)
1. SLAVE
2. Déjàvu
3. JESUS
4. SHINE
5. 宇宙の詩 ～Higher and Higher～
6. gravity
7. 悲壮美
8. STORM
9. ROSIER
10. BELIEVE
11. Hold You Down
12. TONIGHT
13. WISH

- DISC 4(DVD or Blu-ray)

『LUNA SEA CONCERT TOUR 1998 SHINING BRIGHTLY FINAL END OF PERIOD』(1998年12月24日)
1. Time Has Come
2. Déjàvu
3. Unlikelihood
4. END OF SORROW
5. TRUE BLUE
6. NO PAIN
7. Providence
8. ANOTHER
9. Journey of the Soul (Drum Solo)
10. Bass Solo
11. FATE
12. BREATHE
13. WITH LOVE
14. DESIRE
15. ROSIER
16. BELIEVE
17. STORM
18. I for You
19. SHINE
20. PRECIOUS...
21. WISH
22. UP TO YOU

- 豪華100ページ写真集
- 豪華ポスター
- LUNA SEA The 30th Anniversary SLAVE限定GIG at Zepp Tokyo スタッフパス
- LUNA SEA CONCERT TOUR 1998 SHINING BRIGHTLY FINAL END OF PERIOD スタッフパス

### SLAVE限定PREMIUM BOX B
- DISC 2(LIVE CD)

『LUNA SEA 30th Anniversary LIVE-Story of the ten thousand days-』(2019年5月31日＆6月1日)
- DISC 3(DVD or Blu-ray)

『The 30th Anniversary FREE LIVE-DEAR SLAVES- 5.29 Zepp Tokyo』(2019年5月29日)
共に収録内容は「SLAVE限定PREMIUM BOX A」のものと同じ。
- 豪華100ページ写真集
- 豪華ポスター
- LUNA SEA The 30th Anniversary SLAVE限定GIG at Zepp Tokyo スタッフパス

### さいたまスーパーアリーナ会場限定盤
- DISC 2(LIVE CD)

『LUNA SEA LUNATIC X’MAS 2018-Introduction to the 30th Anniversary-』(2018年12月22日＆23日)
1. MECHANICAL DANCE
2. IMITATION
3. IN MIND
4. Image
5. WALL
6. VAMPIRE'S TALK
7. SYMPTOM
8. ANUBIS
9. STEAL
10. LAMENTABLE
11. RECALL
12. Claustrophobia